# Китайско-шведские отношения
Китайско-шведские отношения — двусторонние дипломатические отношения между Китаем и Швецией. 9 мая 1950 года Швеция стала первой страной западного мира, установившей официальные дипломатические отношения с Китайской Народной Республикой.

## История
В XVII веке состоялись первые торговые контакты между странами, что было зафиксировано Нильсом Матссоном, который посетил южный Китай на корабле «Гётеборг» в 1654 году и написал отчёты о своих поездках по возвращении в Швецию. С 1731 по 1813 год Шведская Ост-Индская компания торговала с Китаем.
Швеция стала первой западной страной, установившей официальные дипломатические отношения с Китайской Народной Республикой 9 мая 1950 года. По этому случаю председатель Китайской Народной Республики Мао Цзэдун решил лично принять шведского посла Торстена Хаммарстрёма и вручил ему верительные грамоты, что было довольно необычно и являлось признаком того, что Китай придаёт большое значение этому дипломатическому событию. Швеция всегда поддерживала заявку Китайской Народной Республики на место в ООН вместо Китайской Республики.
В 2005 году была построена современная копия корабля «Гётеборг», который отправился из одноимённого города в Китай и прибыл в Шанхай в 2006 году. Корабль был встречен в Шанхае королём Швеции Карлом XVI и королевой Сильвией, которые находились с официальным визитом в Китае. 9 июня 2007 года судно вернулось в Гётеборг, где его приветствовал председатель КНР Ху Цзиньтао (находившийся в Швеции главным образом по этой причине), а также король Карл XVI и королева Сильвия.
В 2010 году исполнилось 60 лет со дня установления китайско-шведских дипломатических отношений. Это событие широко отмечалось в Китае, поскольку Швеция была первой западной страной, установившей дипломатические отношения с КНР. Был создан Северный институт Конфуция в Швеции для дальнейшего продвижения и развития китайско-шведских отношений.
2 сентября 2018 года турист из Китая Цзэн и его родители во время поездки в Швецию столкнулись с проблемой в хостеле, в котором они должны были проживать. Конфликт был связан с неправильным бронированием номера, так как они прибыли на день раньше. Трое туристов из Китая были вынуждены покинуть хостел. Цзэн обвинил шведскую полицию в применении чрезмерного насилия в процессе выдворения с территории хостела, из-за чего разгорелся дипломатический конфликт. Министерство иностранных дел Китая стало предупреждать китайских туристов о соблюдении мер безопасности при поездке в Швецию.
В июле 2019 года послы ООН из 22 стран, включая Швецию, подписали совместное письмо в Совет по правам человека ООН, осуждающее отношение правительства КНР к уйгурам и другим группам меньшинств, и призывающее закрыть лагеря перевоспитания в Синьцзяне. В октябре 2019 года Швеция призвала Европейский союз занять единую позицию, чтобы противостоять геополитическим амбициям Китая .

## Торговля
В 2006 году объём товарооборота между странами составил сумму 6,73 миллиарда долларов США. Швеция стала девятым по величине торговым партнером Китая в Европейском союзе, а Китай был крупнейшим торговым партнером Швеции в Азии в течение четырёх лет подряд.

## Общественное мнение
В 2019 году Исследовательский центр Пью опубликовал данные опроса, в котором было указано, что 70 % шведов негативно относятся к Китаю.

## Дипломатические представительства
- Китай имеет посольство в Стокгольме[13].
- Швеция содержит посольство в Пекине[14].